# Hrabstwo Allen (Indiana)

Piramida wieku hrabstwa

Hrabstwo Allen – hrabstwo znajdujące się w USA w stanie Indiana, założone 1 kwietnia 1824. Siedziba hrabstwa znajduje się w mieście Fort Wayne.

## Miasta
- Grabill
- Fort Wayne
- Huntertown
- Leo-Cedarville
- Monroeville
- New Haven
- Woodburn
- Zanesville

### CDP
- Hoagland
- Harlan

## Lotniska
- Fort Wayne International Airport
- Smith Field

## Wybrane drogi
| - Interstate 69 - Interstate 469 (Ronald Reagan Expressway) - U.S. Route 24 - U.S. Route 27 - U.S. Route 30 - U.S. Route 33 - Indiana State Road 1 | - Indiana State Road 3 - Indiana State Road 14 - Indiana State Road 37 - Indiana State Road 101 - Indiana State Road 205 - Indiana State Road 930 |